# USS Porterfield (DD-682)
USS Porterfield (DD-682) là một tàu khu trục lớp Fletcher được Hải quân Hoa Kỳ chế tạo trong Chiến tranh Thế giới thứ hai. Nó là chiếc tàu chiến duy nhất của Hải quân Mỹ được đặt theo tên Chuẩn đô đốc Lewis B. Porterfield (1879–1942), người tham gia Chiến tranh Thế giới thứ nhất. Nó hoạt động cho đến hết Thế Chiến II, ngừng hoạt động một thời gian ngắn, rồi tiếp tục phục vụ trong Chiến tranh Triều Tiên và Chiến tranh Việt Nam, cho đến khi ngừng hoạt động năm 1969, và bị đánh chìm như một mục tiêu năm 1982. Nó được tặng thưởng mười Ngôi sao Chiến trận do thành tích phục vụ trong Thế Chiến II, và thêm bốn Ngôi sao Chiến trận nữa trong Chiến tranh Triều Tiên.

## Thiết kế và chế tạo
Porterfield được đặt lườn tại xưởng tàu của hãng Bethlehem Shipbuilding Corporation, ở San Pedro, California vào ngày 12 tháng 12 năm 1942. Nó được hạ thủy vào ngày 13 tháng 6 năm 1943; được đỡ đầu bởi bà Louis B. Porterfield; và nhập biên chế vào ngày 30 tháng 10 năm 1943 dưới quyền chỉ huy của Trung tá Hải quân J. C. Woefel.

## Lịch sử hoạt động

### Thế Chiến II

#### 1944
Sau khi hoàn tất chạy thử máy, Porterfield gia nhập Lực lượng Đặc nhiệm 53, rồi lên đường vào ngày 12 tháng 1 năm 1944 và đi đến ngoài khơi quần đảo Marshall vào ngày 31 tháng 1. Chiếc tàu khu trục đã bắn phá các đảo Ennomennet và Ennubirr, rồi bắn pháo quấy rối và vô hiệu hóa đối phương trên các đảo Roi và Namur. Khi tình hình được kiểm soát vào ngày 4 tháng 2, nó lên đường để hộ tống các tàu hàng và tàu vận chuyển đi Funafuti; tại đây, nó gia nhập cùng tàu khu trục Fletcher (DD-445) và ba tàu buôn để đi Majuro. Nó khởi hành từ Majuro vào ngày 20 tháng 2 cùng một đội thiết giáp hạm cho một đợt bắn phá lên quần đảo Marshalls, hộ tống cho những tàu chiến này bắn phá mục tiêu đối phương trong suốt hai ngày.
Sau một chuyến đi nhanh đến Trân Châu Cảng, Porterfield gia nhập một đội tiếp liệu cho lực lượng đặc nhiệm tàu sân bay nhanh, có nhiệm vụ hộ tống các tàu chở dầu tiếp nhiên liệu cho lực lượng tấn công khi chúng không kích xuống Yap, Palau và Satawan. Nhiệm vụ này kéo dài cho đến cuối tháng 4, khi nó lên đường quay trở về Trân Châu Cảng.
Porterfield sau đó bảo vệ cho các tàu sân bay hộ tống trong cuộc tấn công lên quần đảo Mariana. Đội đặc nhiệm khởi hành từ Trân Châu Cảng vào ngày 30 tháng 6, khi đội của nó bảo vệ trên không cho chuyến đi, đi đến ngoài khơi Saipan vào ngày 15 tháng 6. Lực lượng chịu đựng những cuộc không kích phản công của đối phương, và chiếc tàu khu trục đã làm nhiệm vụ hộ tống bảo vệ, giải cứu hai phi công bị bắn rơi, trước khi nó được gửi đến Eniwetok vào ngày 1 tháng 7, nơi nó vào ụ tàu để sửa chữa. Sau khi hoàn tất, nó lại đi đến Saipan vào ngày 11 tháng 7, và hoạt động hộ tống các tàu sân bay cho đến khi được gửi đến Guam vào đầu tháng 8.
Porterfield được cho tách khỏi đội tàu sân bay hộ tống vào ngày 3 tháng 8 để gia nhập Lực lượng Đặc nhiệm 58, lực lượng tàu sân bay nhanh trực thuộc Đệ Ngũ hạm đội. Nó gặp gỡ Đội đặc nhiệm 58.4 về phía Đông Guam vào ngày 6 tháng 8, và hoạt động cùng đội này trong trận chiến tại Guam, rồi quay trở về Eniwetok vào ngày 10 tháng 8 để bảo trì. Đội đặc nhiệm lại ra khơi vào ngày 29 tháng 8, tung các cuộc không kích xuống Palau và Mindanao để hỗ trợ cho cuộc đổ bộ lên quần đảo Palau, ở lại khu vực giữa Philippines và Palau trong suốt tháng 9, ném bom xuống các đảo trong phạm vi Philippines.
Lực lượng đặc nhiệm rời vào Ulithi ngày 6 tháng 10 để hướng đến Okinawa và Đài Loan, tấn công nhằm vô hiệu hóa các căn cứ không quân Nhật Bản tại đây, gián tiếp hỗ trợ cho việc tái chiếm Philippines. Các cuộc không kích phản công của đối phương rất ác liệt, và Porterfield đã bắn rơi ba máy bay đối phương tấn công, giải cứu đội bay một máy bay ném bom-ngư lôi từ tàu sân bay Hornet (CV-12). Đội đặc nhiệm sau đó được gửi đến trực tiếp hỗ trợ cho cuộc đổ bộ lên Leyte. Trong khuôn khổ trận Hải chiến vịnh Leyte vào sáng sớm ngày 25 tháng 10, các tàu sân bay đã được tung lên phía Bắc để tấn công vào Lực lượng phía Bắc Nhật Bản, Porterfield và tham gia cùng bốn tàu tuần dương truy kích để kết liễu các tàu đối phương bị hư hại và rớt lại phía sau. Họ đụng độ một tàu tuần dương Nhật Bản vốn bị đắm sau khi bị các tàu khu trục Hoa Kỳ phóng ngư lôi tấn công.
Đội đặc nhiệm lại lên đường vào ngày 1 tháng 11 để hoạt động tại khu vực về phía Đông đảo Samar. Các tàu sân bay tung ra đợt không kích xuống Luzon vào sáng ngày 5 tháng 11 cho dù thời tiết không thuận lợi. Một phi công từ tàu sân bay Langley (CVL-27) đã bị rơi, và được Porterfield vớt lên tàu bằng xuồng cứu sinh. Không quân Nhật Bản phản công vào lúc xế trưa, và tàu sân bay Lexington (CV-16) bị một máy bay tấn công cảm tử Kamikaze đánh trúng; Porterfield thoát được mà không bị hư hại. Con tàu lại khởi hành từ Ulithi vào ngày 22 tháng 11 cho một đợt không kích khác xuống Luzon, rồi rút lui về Ulithi vào ngày 3 tháng 12 để tiếp liệu và bảo trì. Nó lại lên đường một tuần sau đó cho một lượt tấn công khác xuống Luzon, cứu vớt một phi công khác của Langley bị rơi vào ngày 13 tháng 12.

#### 1945
Lực lượng đặc nhiệm tiến hành chiến dịch không kích tiếp theo khi họ tiến vào Biển Đông ngang qua eo biển Bashi giữa Đài Loan và Luzon. Lực lượng đã bắn phá tàu bè đối phương dọc theo bờ biển phía Nam Trung Quốc, gây tổn thất lớn cho số tàu buôn và tàu vận tải Nhật Bản còn sót lại, rồi rời vùng biển Trung Quốc vào ngày 19 tháng 1 năm 1945 để tiếp tục ném bom xuống Đài Loan. Sự phòng thủ của Nhật Bản đã hiệu quả hơn, khi hai máy bay tấn công tự sát đã đâm trúng tàu sân bay Ticonderoga (CV-14) và một quả bom ném trúng sàn đáp của Langley. Thêm một đợt không kích khác được tung ra nhắm vào Okinawa Gunto trước khi đội đặc nhiệm quay trở về Ulithi vào ngày 27 tháng 1.
Lực lượng lại lên đường vào ngày 10 tháng 2 để hướng đến Tokyo và sau đó hỗ trợ cho cuộc đổ bộ lên Iwo Jima. Vào ngày thứ hai của chuyến đi, Porterfield đã cứu vớt hai phi công từ tàu sân bay Cowpens (CVL-25). Lực lượng đặc nhiệm đã xâm nhập sâu trong phạm vi chỉ cách Tokyo 60 mi (97 km) mà không bị đối phương không kích, rồi rút lui về phía Iwo Jima. Máy bay từ tàu sân bay đã thực hiện các phi vụ hỗ trợ trực tiếp tại Iwo Jima, khi Porterfield ghi thêm được thành tích bắn hạ một máy bay đối phương bằng hỏa lực phòng không, cho đến ngày 23 tháng 2 khi đội đặc nhiệm rút lui để tiếp nhiên liệu rồi lại hướng đến Tokyo.
Vào sáng sớm ngày 26 tháng 2, chiếc tàu khu trục bắt gặp một tàu canh phòng Nhật Bản trên màn hình radar, và lập tức tấn công; con tàu đối phương dài 150 ft (46 m) đã chống trả quyết liệt, cộng với biển động mạnh đã khiến việc kiểm soát hỏa lực khó khăn. Cuối cùng Porterfield cũng đánh chìm đối thủ sau mười lăm phút. Sang ngày hôm sau, khi hoàn cảnh thời tiết tốt hơn, lực lượng đặc nhiệm được tiếp nhiên liệu, và chiếc tàu khu trục lên đường quay trở về Ulithi, về đến nơi vào ngày 1 tháng 3. Nó ở lại Ulithi trong ba tuần trước khi lên đường đi Okinawa, nơi nó hỗ trợ cho các cuộc đổ bộ lên Kerama Retto và Okinawa.
Vào ngày 6 tháng 4, khi các con tàu đang hình thành nên đội hình rút lui vào ban đêm, máy bay Kamikaze đối phương xuất hiện tràn ngập trên đội hình và tấn công bất kỳ mục tiêu nào bộc lộ. Porterfield bắn rơi một máy bay đối phương trước khi đi đến trợ giúp cho Leutze (DD-481) và Newcomb (DD-586). Cuộc tấn công vẫn tiếp diễn với cường độ cao khi nó cơ động tiếp cận các con tàu đang bốc cháy, thả xuồng cứu sinh để cứu vớt những người sống sót. Nó sau đó hộ tống các con tàu bị hư hại rút lui về Kerama Retto và chuyển những người bị thương sang một tàu bệnh viện.
Cuối ngày hôm đó, Porterfield được lệnh cùng Lực lượng Đặc nhiệm 54 ngăn chặn các đơn vị thuộc hạm đội Nhật Bản, bao gồm thiết giáp hạm khổng lồ Yamato, đang di chuyển về hướng Okinawa. Tuy nhiên, hai lực lượng tàu nổi đối địch đã không chạm trán với nhau, khi máy bay thuộc Lực lượng Đặc nhiệm 58 đã đánh chìm đối thủ. Chiếc tàu khu trục sau đó quay trở lại Okinawa, tiếp tục vai trò hộ tống vả bắn phá, nơi nó bắn rơi hai máy bay Nhật Bản vào ngày 10 tháng 4.
Đến ngày 12 tháng 4, một đợt không kích Kamikaze nặng nề khác lại diễn ra, và Porterfield, ở vị trí dẫn đầu đội hình của nó, đã đối đầu với những kẻ tấn công vốn bao gồm khoảng mười máy bay ném bom và máy bay ném bom-ngư lôi. Mặc dù một khẩu pháo 5 in (130 mm) của nó không hoạt động, hỏa lực phòng không nó tung ra vẫn chính xác, bắn rơi bốn máy bay đối phương trước khi chúng bay ngang qua đội hình. Thêm bốn chiếc khác bị bắn rơi khi chúng vượt qua để tấn công các đơn vị tàu nổi hạng nặng; tuy nhiên hai chiếc còn lại đã đâm trúng mục tiêu, một tàu khu trục và một thiết giáp hạm. Nó tiếp tục cung cấp hỏa lực phòng không, bắn rơi thêm một máy bay nữa trước khi buộc phải rút lui về tuyến sau do hư hại một động cơ. Sau khi quay về Saipan, nó được lệnh quay trở lại ngay Okinawa hộ tống một đoàn tàu vận tải.
Vào đầu tháng 5, Porterfield được lệnh rút lui về Ulithi, ở lại đây cho đến ngày 20 tháng 6, khi nó lên đường đi Okinawa, chỉ nhận ra rằng động cơ bị hư hại vẫn không thể hoạt động. Nó được lệnh quay trở về Xưởng hải quân Puget Sound vào ngày 4 tháng 7 để sửa chữa, về đến xưởng tàu vào ngày 24 tháng 7, và vẫn đang trong ụ tàu khi Nhật Bản đầu hàng kết thúc cuộc xung đột. Vào ngày 27 tháng 9, nó trình diện cùng Hạm đội Thái Bình Dương và lên đường đi San Diego, nơi nó được cho xuất biên chế vào ngày 3 tháng 10 năm 1945.

### 1951 - 1969
Sau khi Chiến tranh Triều Tiên nổ ra, Porterfield nhập biên chế trở lại vào ngày 27 tháng 4 năm 1951, và đi đến Trân Châu Cảng vào ngày 28 tháng 7, tiếp tục đi sang Yokosuka, Nhật Bản vào ngày 7 tháng 8. Nhiệm vụ đầu tiên của nó tại Triều Tiên là hộ tống các tàu sân bay thuộc Lực lượng Đặc nhiệm 77 trong thành phần lực lượng Liên Hợp Quốc tại bờ Đông bán đảo Triều Tiên. Nó tham gia Đội đặc nhiệm 95.11 trong biển Hoàng Hải ngoài khơi bờ biển phía Tây Triều Tiên vào ngày 12 tháng 12, và cho đến cuối tháng 12 đã hoạt động như tàu hộ tống bảo vệ và canh phòng máy bay, tham gia nhiều đợt tuần tra hỗ trợ gần cho lực lượng trên bộ.
Porterfield quay trở về San Diego vào ngày 8 tháng 3, 1952, rồi lại được bố trí sang Viễn Đông lần thứ hai vào ngày 4 tháng 10. Nó cùng Lực lượng Đặc nhiệm 77 hoạt động ngoài khơi bờ Đông bán đảo Triều Tiên, chủ yếu làm nhiệm vụ hộ tống và canh phòng máy bay cho các tàu sân bay nhanh, thỉnh thoảng tham gia bắn phá bờ biển. Sau đó nó tuần tra tại Đài Loan trước khi quay trở về San Diego vào ngày 6 tháng 5, 1953.

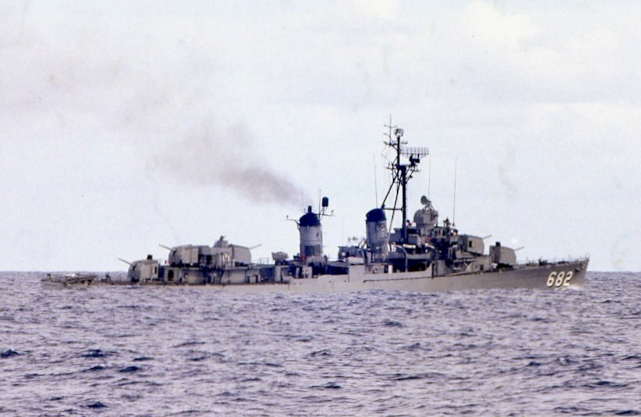
USS Porterfield, khoảng năm 1966-67.

Porterfield tiếp tục luân phiên các hoạt động huấn luyện và tuần tra ngoài khơi bờ biển California với những đợt bố trí sang khu vực Tây Thái Bình Dương, kéo dài từ năm 1954 đến năm 1958. Trong lượt bố trí cuối cùng tại Viễn Đông, nó tham gia tuần tra tại Đài Loan trong nhiều tuần lễ, vào lúc diễn ra những hoạt động quân sự căng thẳng của lực lượng Cộng sản Lục địa chống lại hòn đảo này.
Trong lượt bố trí thứ tám sang Tây Thái Bình Dương vào năm 1959, Porterfield hoạt động trong thành phần Đội đặc nhiệm Tìm-Diệt chống tàu ngầm. Nó lại được bố trí sang Viễn Đông từ tháng 11, 1960 đến tháng 4, 1961 và từ tháng 11, 1962 đến tháng 6, 1963. Trong các năm 1964 và 1966, nó hoạt động cùng các đội đổ bộ ngoài khơi bờ biển Việt Nam.
Porterfield được cho xuất biên chế vào ngày 7 tháng 11, 1969. Tên nó được cho rút khỏi Đăng bạ Hải quân vào ngày 1 tháng 3, 1975; con tàu được đưa vào danh sách loại bỏ như một mục tiêu vào năm 1976, và bị đánh chìm vào ngày 18 tháng 7, 1982.

## Phần thưởng
Porterfield được tặng thưởng mười Ngôi sao Chiến trận do thành tích phục vụ trong Thế Chiến II, và thêm bốn Ngôi sao Chiến trận trong Chiến tranh Triều Tiên.